# Counter-Strike
Counter-Strike è un videogioco sparatutto in prima persona multigiocatore, nato dall'idea dei due studenti universitari, Minh "Gooseman" Le e Jess Cliffe i quali, nel 1998, svilupparono la prima versione modificando il codice sorgente di Half-Life, per poi pubblicarla sotto forma di mod gratuita. Dopo essere stato acquisito dalla Valve Corporation, nel 2000 fu pubblicato come gioco a pagamento con il nome  di Counter-Strike: Condition Zero. La sua penultima versione, chiamata Counter-Strike: Global Offensive, è stata resa free-to-play nel 2018. Counter-Strike e i suoi seguiti sono stati pubblicati per Microsoft Windows (sulla piattaforma Steam), Mac e Xbox, mentre una versione Beta per Linux è stata distribuita su Steam il 25 gennaio 2013 e resa disponibile poche settimane dopo.

## Modalità di gioco
Counter-Strike è uno sparatutto online dove i giocatori sono divisi in due squadre, terroristi ed anti-terroristi. Queste due squadre si affrontano in diverse modalità di gioco, le quali prevedono il completamento di diversi obiettivi (sorvegliare un'area, innescare o disinnescare una bomba, sorvegliare degli ostaggi…). Ogni round termina allo scadere del tempo, quando o una squadra viene completamente eliminata o con il completamento del proprio obiettivo da una delle due squadre. Al termine del round, entrambe le squadre vengono ricompensate con del denaro virtuale, che andrà ad aumentare i fondi individuali di ogni giocatore. Qualora la squadra dovesse aver vinto il round precedente, il quantitativo di denaro assegnato sarà maggiore. Questa valuta può essere utilizzata per comprare delle armi più performanti, armature, utensili e granate all'inizio del prossimo round.
Le armi sono classificate in modo diverso rispetto agli altri FPS: non esiste infatti un bilanciamento, alcune armi hanno prestazioni molto più elevate rispetto alle altre ma hanno anche un costo in denaro maggiore.

## Piattaforma Steam
Dalla pubblicazione del suo seguito Condition Zero, il gioco utilizza la piattaforma di distribuzione Steam, un software commerciale che la Valve ha sviluppato per permettere l'acquisto e il download online dei propri giochi da qualsiasi pc, a patto che l'utente sia registrato e che abbia un codice di attivazione valido.

## Controversie

### Trucchi per il facilitazione della vittoria
Un noto fenomeno che affligge Counter-Strike in multiplayer è il facilitarsi della vittoria con l'utilizzo di software di terze parti, comunemente chiamati "cheat" o "hack". L'utilità di questi varia da software a software, ma i più conosciuti sono il Wallhack e l'Aimbot.

### Censura
In Brasile, dal 22 gennaio 2008 il videogioco è stato riconosciuto come illegale in quanto ritenuto troppo realistico e violento. In realtà questa è una reazione del governo locale alla mappa cs_rio ambientata nelle Favelas di Rio de Janeiro dove i terroristi (brasiliani) hanno come ostaggi dei membri dell'ONU. Dopo essere stato ritirato dalla vendita sono state inflitte multe fino a 800$ agli Internet-Point ancora in possesso del gioco. Il provvedimento è stato ritirato nel giugno 2009 a seguito della decisione del tribunale di Brasilia.

## E-Sport
Esistono migliaia di clan in tutto il mondo e in alcuni paesi viene addirittura praticato come sport elettronico. Inoltre negli anni sono stati istituiti diversi campionati LAN tra cui Cyberathlete Professional League (CPL), Electronic Sports World Cup (ESWC), World e-Sports Games (WEG) e World Cyber Games (WCG), alcuni giocati da clan mentre altri da vere e proprie squadre nazionali.